# افس
اِفِس (به انگلیسی: Efes Beverage Group) یک شرکت نوشابه‌سازی ترکیه‌ای است که در سال ۱۹۶۹ (میلادی) تأسیس شد. ۸۴ درصد بازار آبجو ترکیه در اختیار این شرکت است. در ایران هم محصولات بدون الکل این شرکت به صورت قانونی توسط شرکت صنایع غذایی کیلوس و محصولات الکلی آن به صورت زیرزمینی  عرضه می‌شوند.
محصول اصلی آن، آبجوی افس، از نوع دیررس و به سبک پیلزنر است. رایحه مالت تندمزه و حس خشکی دارد. طعم مخصوص آن به سبب افزودن برنج هنگام تخمیر است. کیفیت غذایی، عطر و طعم تمام فرآورده‌هایی که در روند تولیدشان از عصاره مالت (قند جو) استفاده شده، بهتر از سایر فرآورده هاست.

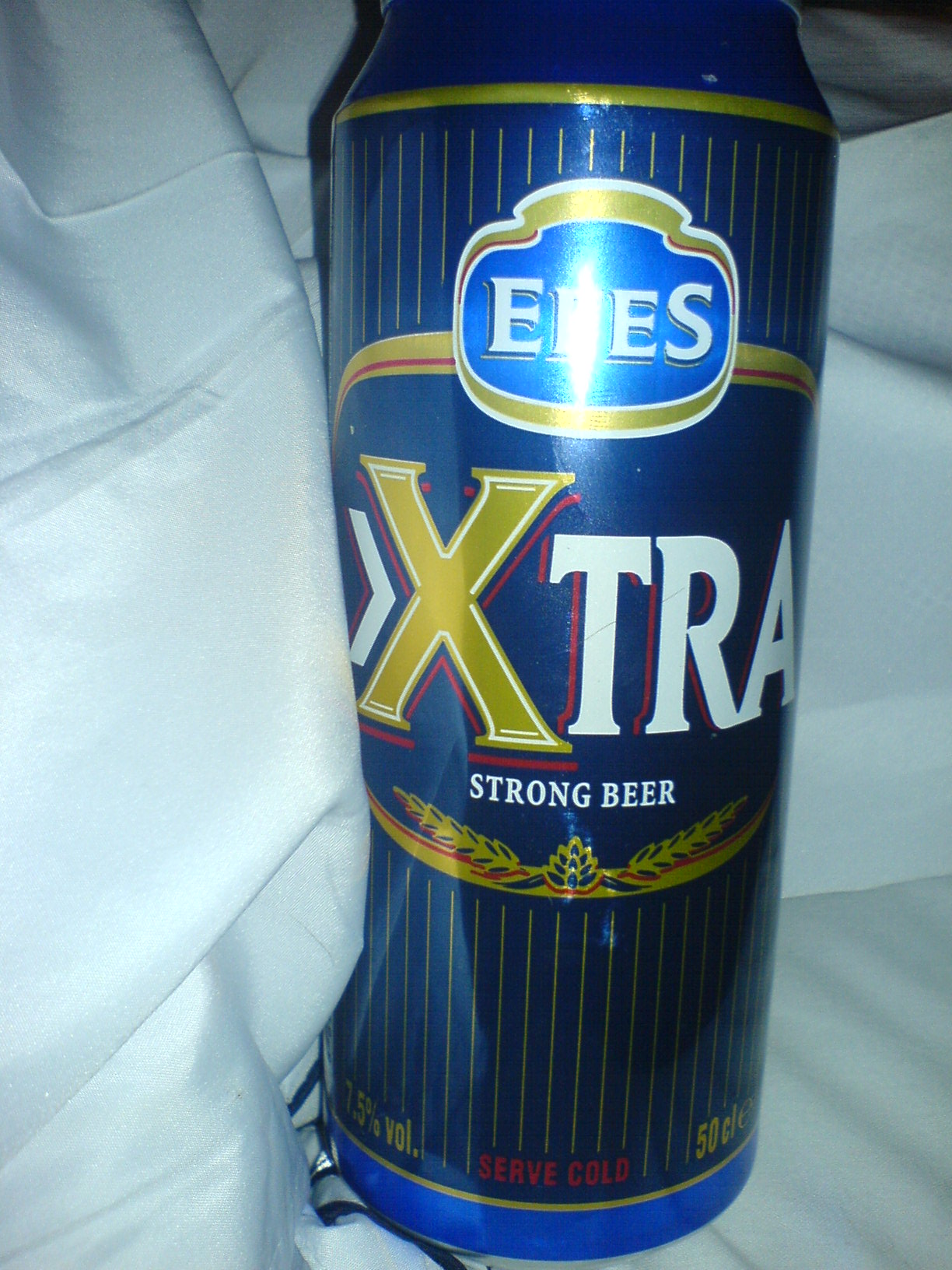
آب جوی ۷٬۵ درصد در قوطی